# Aricia cramera
Aricia cramera är en fjärilsart som beskrevs av Johann Friedrich von Eschscholtz 1821. Aricia cramera ingår i släktet Aricia och familjen juvelvingar. Inga underarter finns listade i Catalogue of Life.

## Bildgalleri

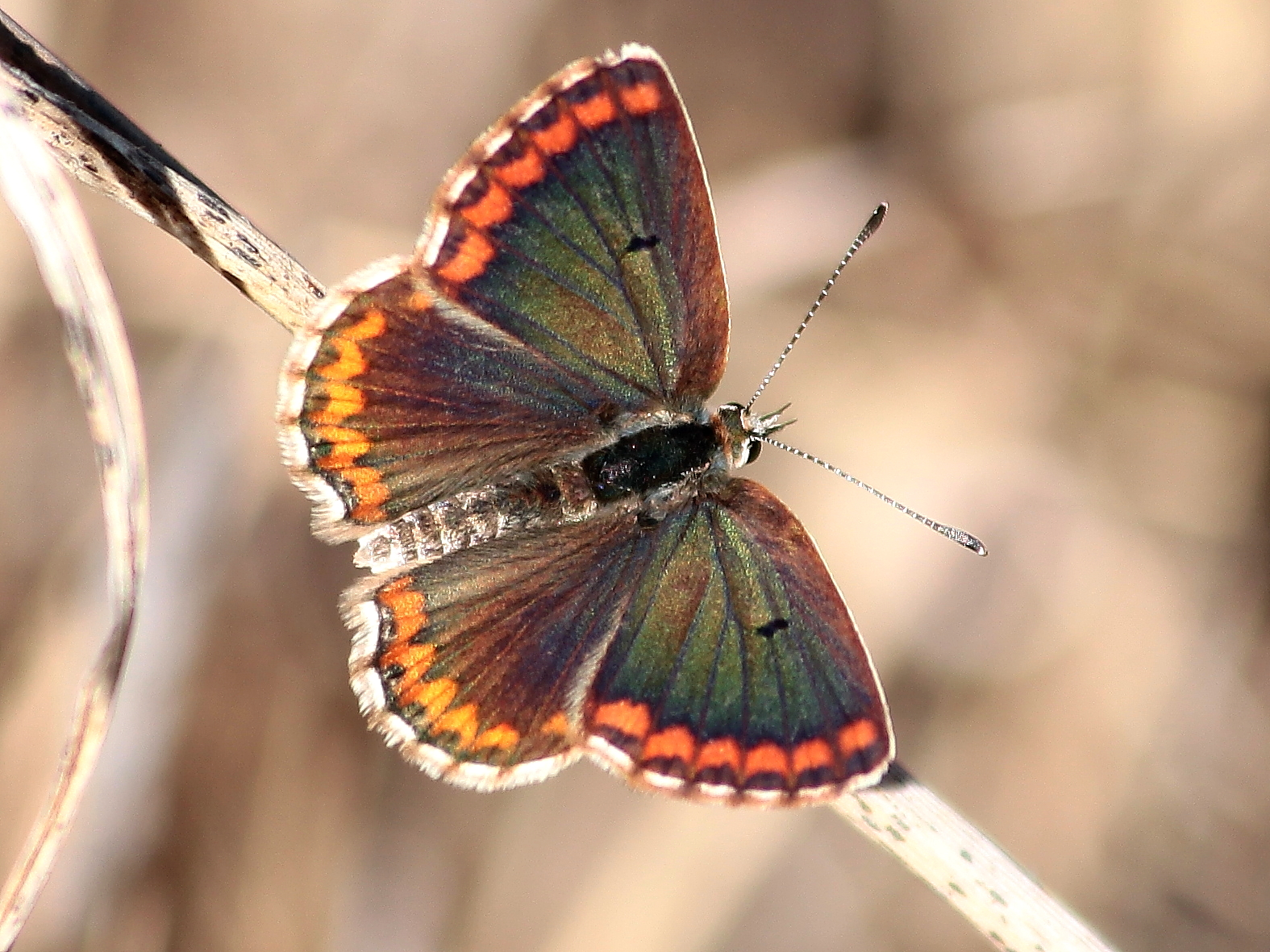
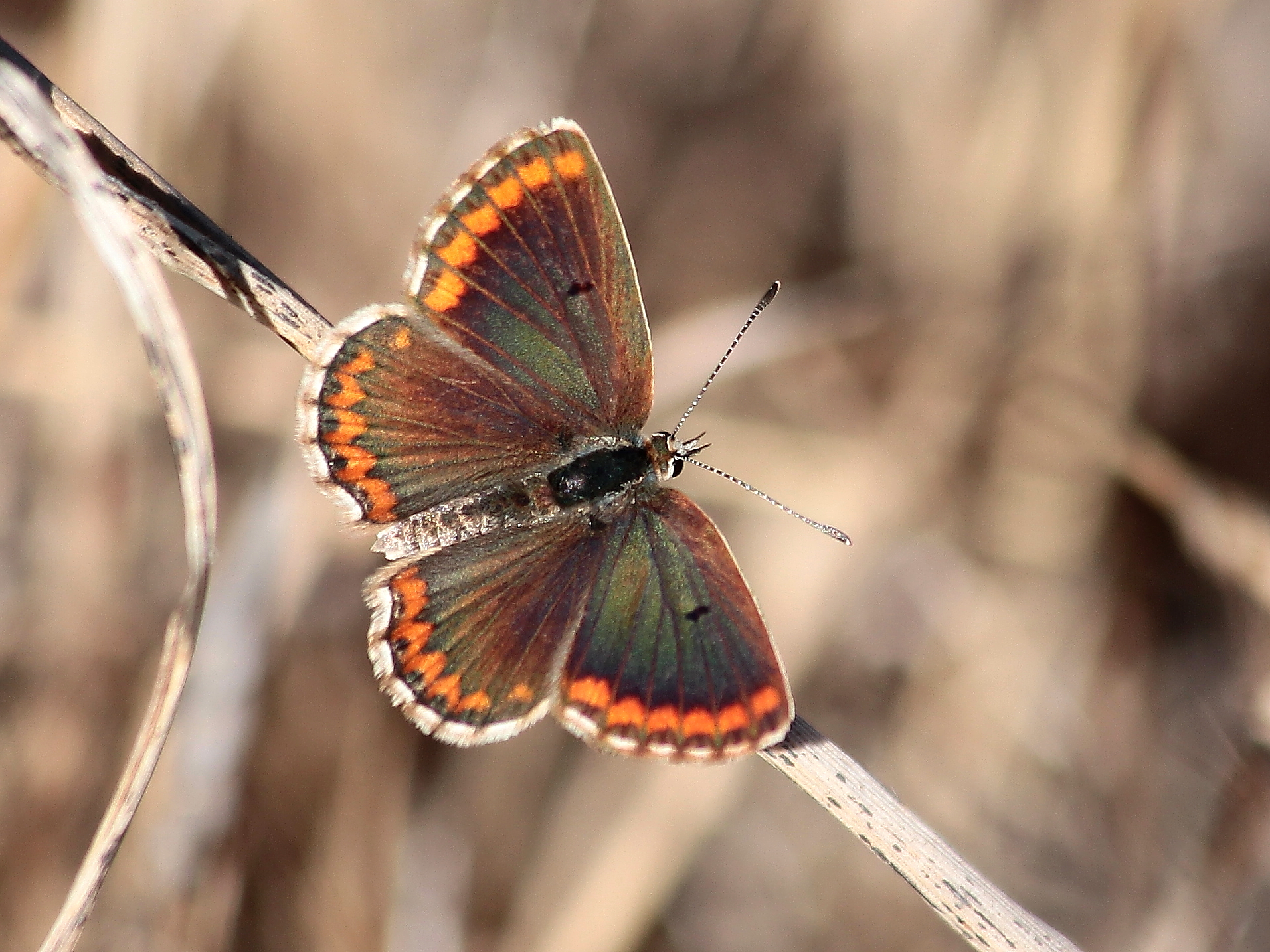
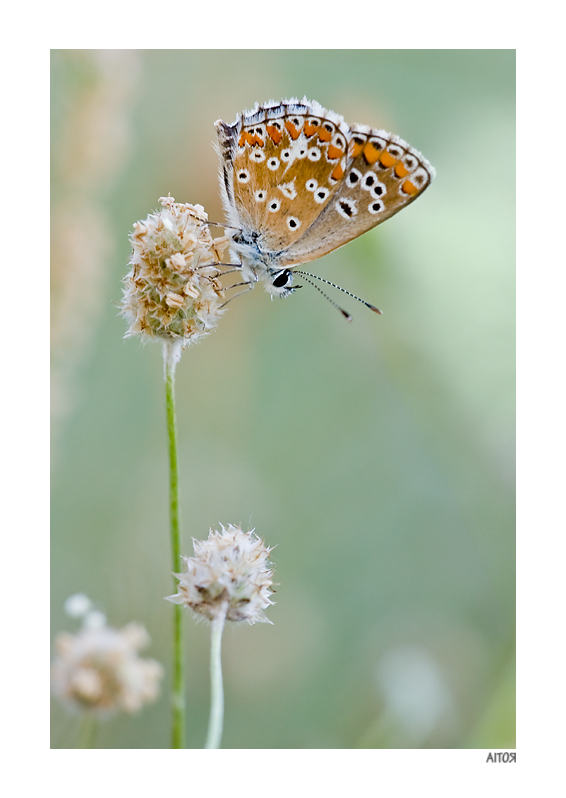
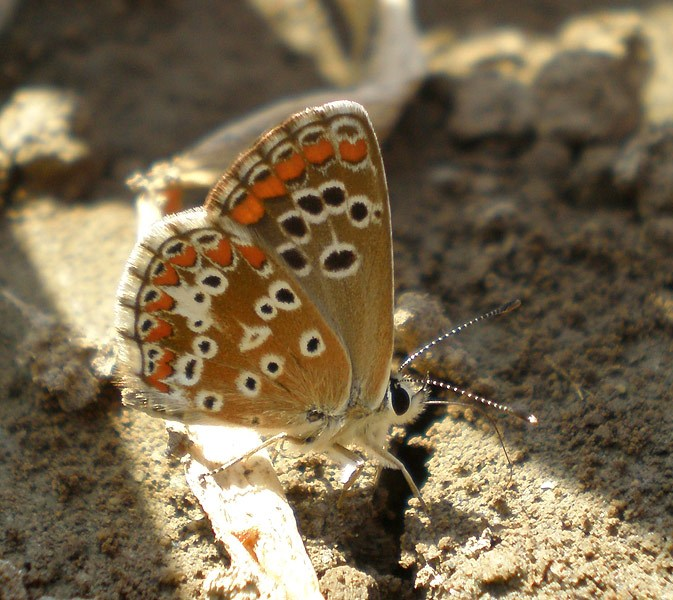
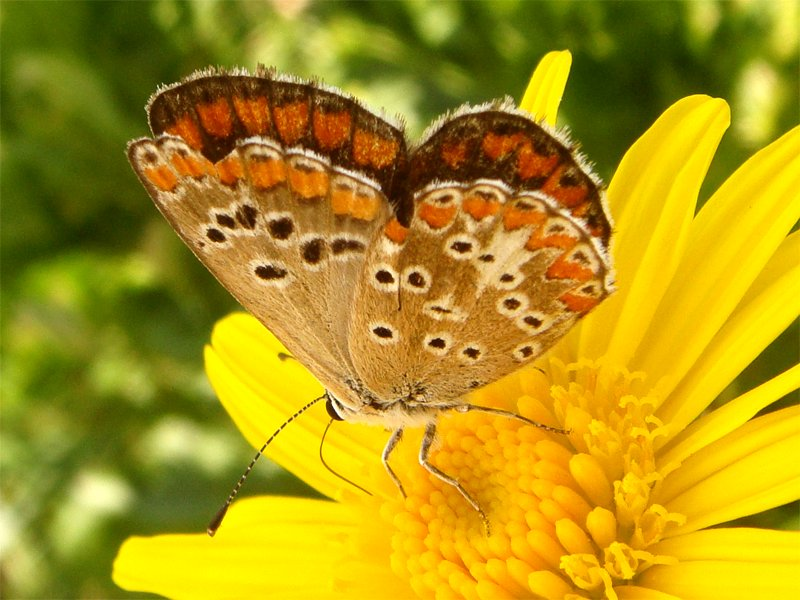
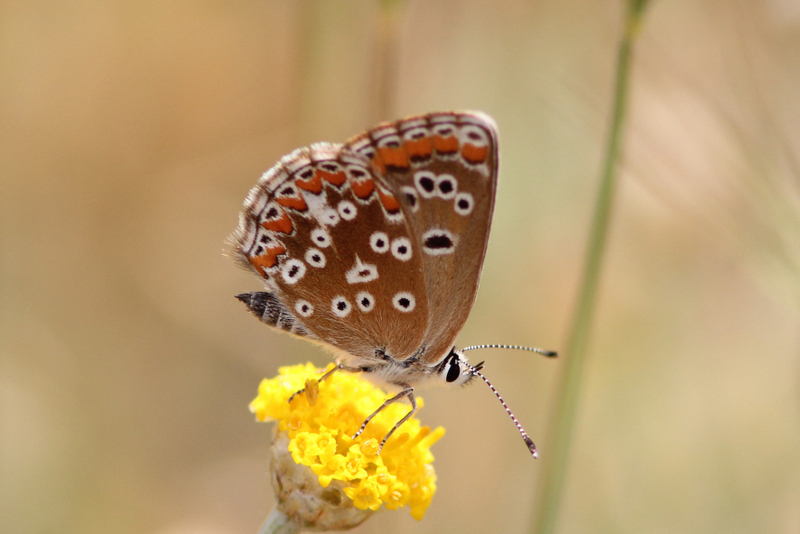